# Симфоническая поэма для 100 метрономов
«Симфоническая поэма для 100 метрономов» (фр. Poème symphonique) — произведение Дьёрдя Лигети, созданное в 1962 году.
Пьеса «исполняется» сотней метрономов, заранее запрограммированных на воспроизведение заданного темпа и музыкального размера. Все метрономы начинают играть одновременно, создавая единый механический аритмический шум. У каждого из метрономов своё заранее запрограммированное время звучания, так что по мере исполнения пьесы они останавливаются один за другим. В конце произведения звучащим остаётся лишь один метроном из ста.
«Симфоническая поэма» Лигети была впервые представлена публике в 1963 году в Хилверсюме (Нидерланды) и вызвала большой скандал в музыкальных кругах. Она исполнялась не слишком часто, поскольку сбор и одновременный запуск такого количества метрономов требуют значительных организационных усилий. В 1995 году художник Жиль Лакомб (фр. Gilles Lacombe) сконструировал специальное электромеханическое приспособление для исполнения этого произведения.
Произведение Лигети интерпретируют как сатиру на злоупотребление механическими средствами композиции. В то же время в его звучании можно усмотреть и определённый трагизм: по мнению эссеиста Алекса Росса,

по мере того, как метрономы один за другим затихали, возникала странная дрожь волнения; последние оставшиеся в живых, помахивая в воздухе своими маленькими руками, выглядели одинокими, потерянными, почти человечными.

Исполнением Симфонической поэмы для 100 метрономов был завершён поминальный концерт в день похорон Лигети 26 июня 2006 года в Вене.
9 июня 2012 года поэма была исполнена в Рахманиновском зале Московской консерватории. Исполнение длилось 24 минуты.